# Atrichopogon rubidus
Atrichopogon rubidus är en tvåvingeart som beskrevs av John William Scott Macfie 1933. Atrichopogon rubidus ingår i släktet Atrichopogon och familjen svidknott. Inga underarter finns listade i Catalogue of Life.